# Wendilgarda clara
Espèce
Synonymes
- Vendilgarda theridionina Simon, 1895
- Wendilgarda panamica Archer, 1953
- Wendilgarda hassleri Archer, 1953

Wendilgarda clara est une espèce d'araignées aranéomorphes de la famille des Theridiosomatidae.

## Distribution
Cette espèce se rencontre aux Antilles et du Guatemala au Brésil.

## Description
Les mâles mesurent de 1,5 à 1,9 mm et les femelles de 1,7 à 2,5 mm.

## Publication originale
- Keyserling, 1886 : Die Spinnen Amerikas. Theridiidae. Nürnberg, vol. 2, p. 1-295 (texte intégral).